# しらとり台
しらとり台（しらとりだい）は、神奈川県横浜市青葉区の地名。「丁目」の設定のない単独町名である。住居表示未実施区域。

## 地理
神奈川県横浜市青葉区の青葉台に隣接し、環状4号線の西側に広がる町域である。北で田奈町と榎が丘、北東でつつじが丘、南東でさつきが丘、恩田川を跨いだ南で緑区十日市場町、同じく恩田川を越えた西でいぶき野と接する。
最寄駅は、東急田園都市線青葉台駅と田奈駅、JR横浜線の十日市場駅（緑区）である。都心（渋谷）までは田園都市線で40分で、都心方面の通勤圏の至近距離という場所に住宅地が林立している。
かつては丘と雑木林だけの農村地区だったが、東急グループ主導の多摩田園都市開発構想によって当時の鉄道新線（田園都市線）沿線のニュータウン化が計画され、昭和40年代始めからは開発が進み、都心方面への通勤者のベッドタウンとして宅地化が進んだ。また、都心から至近距離ということもあって昭和末期のバブル期には地価が上昇した。しらとり台を東西に分けるかのように北から南に「しらとり川」が流れており、地形的には川を中心に河岸段丘を形成している。
環状4号線および国道246号に隣接したしらとり台は、小高い丘になっていると同時に戸建住宅が多く、住宅街を形成している。南部地区は恩田川の流域に面している。

### 河川
- 恩田川 - 地域西辺を南流している。
- しらとり川 - 恩田川の支流として、しらとり台全体を通っている。

### 地価
住宅地の地価は、2025年（令和6年）1月1日の公示地価によれば、しらとり台17番54の地点で30万円/m²、しらとり台52番20の地点で27万円/m²となっている。

## 歴史

### 地名の由来
1967年（昭和42年）の土地区画整理事業（恩田第三）による換地処分に伴い、恩田町の一部から新設した町。古くは都筑郡恩田村であった。明治22年の市町村制施行の際、奈良村・長津田村と合併して田奈村大字恩田となり、昭和14年の横浜市へ編入の際、恩田町となる。1994年（平成6年）の行政区再編成に伴い、緑区から編入。町名は町内に祀っている神鳥前川神社の「神鳥」に由来し、古来から神鳥とされる白鳥を選び「しらとり台」と名付けた。典型的な瑞祥地名。

### 沿革
- 1967年（昭和42年）11月16日 - 土地区画整理事業（恩田第三）[8]に伴い、恩田町の一部より、しらとり台を新設[9]。横浜市港北区しらとり台となる。
- 1969年（昭和44年）10月1日 - 港北区から緑区が分区。横浜市緑区しらとり台となる[10]。
- 1980年（昭和55年）12月10日 - 土地改良事業に伴い、恩田町、十日市場町、長津田町の各一部を編入する[11]。
  - 1994年（平成6年）11月6日 - 港北区と緑区を再編し、青葉区と都筑区を新設。横浜市青葉区しらとり台となる[12]

### 町名の変遷
| 実施後     | 実施年月日                 | 実施前（各町名ともその一部） |
| ---------- | -------------------------- | ---------------------------- |
| しらとり台 | 1967年（昭和42年）11月16日 | 恩田町の一部                 |

## 世帯数と人口
2025年（令和7年）6月30日現在（横浜市発表）の世帯数と人口は以下の通りである。
| 町丁       | 世帯数    | 人口    |
| ---------- | --------- | ------- |
| しらとり台 | 3,798世帯 | 7,552人 |

### 人口の変遷
国勢調査による人口の推移。
| 年                 | 人口  |
| ------------------ | ----- |
| 1995年（平成7年）  | 7,034 |
| 2000年（平成12年） | 7,242 |
| 2005年（平成17年） | 7,611 |
| 2010年（平成22年） | 7,996 |
| 2015年（平成27年） | 8,004 |
| 2020年（令和2年）  | 7,723 |

### 世帯数の変遷
国勢調査による世帯数の推移。
| 年                 | 世帯数 |
| ------------------ | ------ |
| 1995年（平成7年）  | 3,051  |
| 2000年（平成12年） | 3,021  |
| 2005年（平成17年） | 3,238  |
| 2010年（平成22年） | 3,487  |
| 2015年（平成27年） | 3,563  |
| 2020年（令和2年）  | 3,641  |

## 学区
市立小・中学校に通う場合、学区は以下の通りとなる（2024年11月時点）。
| 番地 | 小学校                   | 中学校             |
| ---- | ------------------------ | ------------------ |
| 全域 | 横浜市立さつきが丘小学校 | 横浜市立谷本中学校 |

## 事業所
2021年（令和3年）現在の経済センサス調査による事業所数と従業員数は以下の通りである。
| 町丁       | 事業所数  | 従業員数 |
| ---------- | --------- | -------- |
| しらとり台 | 180事業所 | 1,453人  |

### 事業者数の変遷
経済センサスによる事業所数の推移。
| 年                 | 事業者数 |
| ------------------ | -------- |
| 2016年（平成28年） | 181      |
| 2021年（令和3年）  | 180      |

### 従業員数の変遷
経済センサスによる従業員数の推移。
| 年                 | 従業員数 |
| ------------------ | -------- |
| 2016年（平成28年） | 1,634    |
| 2021年（令和3年）  | 1,453    |

## 施設
- 湘南美術学院横浜青葉台校
- 横浜しらとり台郵便局
- ライフ 青葉しらとり台店
- フィット・ケア・デポ しらとり台店
- ファミリーマート 青葉しらとり台店

## 史跡
- 神鳥前川神社（しとどまえかわじんじゃ） - しらとり台の西部、神奈川県道・東京都道140号川崎町田線沿いにある。 バス停・前川神社前下車。

## 交通

### 鉄道
当地内に鉄道は通っていないが、東急田園都市線青葉台駅・田奈駅及びJR横浜線十日市場駅が利用される。

### バス
- 東急バス青葉台営業所
- 横浜市営バス若葉台営業所
- 神奈川中央交通大和営業所

### 道路
- 国道246号
- 神奈川県道140号川崎町田線
- 横浜市道18号環状4号線

## その他

### 日本郵便
- 郵便番号 : 227-0054[3]（集配局：青葉郵便局[22]）

### 警察
町内の警察の管轄区域は以下の通りである。
| 番・番地等 | 警察署     | 交番・駐在所   |
| ---------- | ---------- | -------------- |
| 全域       | 青葉警察署 | 青葉台駅前交番 |